# Logadóttir
Logadóttir ist ein weiblicher isländischer Name.

## Herkunft und Bedeutung
Der Name ist ein Patronym und bedeutet Logis Tochter. Die männliche Entsprechung ist Logason  (Logis Sohn).

## Namensträgerinnen
- Halla Hrund Logadóttir (* 1981), isländische Behördenleiterin und Präsidentschaftskandidatin
- Rakel Logadóttir (* 1981), isländische Fußballspielerin